# Mike Monty
Mike Monty (23 de octubre de 1936 – 4 de agosto de 2006) fue un actor cinematográfico estadounidense. 

## Biografía
Nacido en Chattanooga, Tennessee, su verdadero nombre era Michael O'Donoghue.
Emigró a Italia a principios de los años 1960, donde inició una modesta carrera cinematográfica como actor de carácter, participando en spaghetti westerns, filmes de sexploitation y de horror. Muchas de sus actuaciones no se vieron reflejadas en los títulos de crédito, y cuando sí lo fueron aparecía con los nombres  de Mike Monti, Michael Monty o Mike Monte.
Uno de los peores filmes en los que trabajó en los años 1970 fue el del género Nazi-exploitation Kaput Lager - Gli ultimi giorni delle SS, dirigido por Paolo Solvay y protagonizados por los estadounidenses Richard Harrison y Gordon Mitchell (con el cual Monty compartió apartamento durante varios años en Italia). Solvay era conocido por reciclar escenas de película a película, y este film no fue una excepción.
A principios de los años 1980 Monty se mudó a Filipinas, donde inició una prolífica carrera en filmes de acción de serie Z, muchas realizadas por Silver Star Film Company (llamada Kinavesa en Filipinas) y producidas por K.Y. Lim. A lo largo de la década intervino en numerosas producciones de bajo presupuesto filipinas, y también en algunas italianas rodadas en el archipiélago, a menudo encarnando a militares y a policías, con papeles similares al de Richard Crenna en First Blood. Aunque no era un buen actor, su físico se adaptaba bien a sus personajes militares.
Monty trabajó en películas filipinas de cine de explotación con actores como Romano Kristoff, James Gaines, Mike Cohen, Bruce Baron, Ann Milhench, Gwendolyn Hung y Ronnie Patterson, y con los directores Teddy Page (Teddy Chiu) y John Gale (Jun Gallardo). Uno de sus papeles de mayor relevancia de su época filipina fue una imitación de Rambo, Slash, dirigida por Gale y protagonizada por Kristoff y Hung. Monty también actuó en películas de Richard Harrison rodadas en Filipinas: fue un prisionero de guerra en Intrusion Cambodia (también llamada Rescue Team), un jefe de policía en Fireback y un gánster en Blood Debts.
Sus películas más conocidas de los años 1980 fueron producciones italianas como I predatori di Atlantide, dirigida por Ruggero Deodato y protagonizada por la antigua estrella de Peyton Place Christopher Connelly y por Tony King, y Captain Yankee, dirigida por Antonio Margheriti y protagonizada por Connelly y Lee Van Cleef. Posiblemente uno de los mejores filmes filipinos de Monty fue la cinta estadounidense de bajo presupuesto Dog Tags, dirigida por Romano Scavolini. Tuvo también un pequeño papel en la cinta de Fred Williamson Black Cobra 2.
La carrera de Monty se resintió con la práctica desaparición de la industria cinematográfica filipina a principios de la década de 1990. Siguió viviendo en Filipinas, y ocasionalmente participó en algunas producciones japonesas rodadas allí, así como en algunas cintas de explotación dirigidas por Bruno Mattei. 
Mike Monty falleció a causa de un infarto agudo de miocardio en el año 2006, en Roma, Italia, mientras hacía un trabajo de posproducción para Mattei.

## Filmografía (selección)
- 1969 : 5 per l'inferno
- 1972 : Y después le llamaron El Magnífico
- 1974 : Terror! Il castello delle donne maledette
- 1977 : Kaput Lager - Gli ultimi giorni delle SS
- 1978 : Fireback
- 1983 : I predatori di Atlantide
- 1983 : Blood Debts
- 1984 : Rescue Team
- 1984 : Slash
- 1985 : Ninja's Force
- 1985 : Ninja Warriors
- 1985 : Captain Yankee
- 1987 : Strike Commando
- 1987 : Phantom Soldiers
- 1988 : The Black Cobra 2
- 1988 : Zombi 3
- 1990 : Dog Tags
- 2003 : Mondo Cannibale
- 2004 : Anime perse